# Deckenia
Genre
Classification phylogénétique
Espèces de rang inférieur
- Deckenia nobilis

Deckenia est un genre de la famille des Arecaceae (Palmiers) comprenant une seule espèce, Deckenia nobilis, originaire des Seychelles. Des sujets peuvent être admirés au jardin botanique de Pamplemousses à Maurice.

## Classification
- Sous-famille des Arecoideae
  - Tribu des Areceae
    - Sous-tribu des Oncospermatinae

Ce genre partage sa sous-tribu avec 3 autres genres :   Oncosperma, Acanthophoenix et Tectiphiala .

## Lien externe

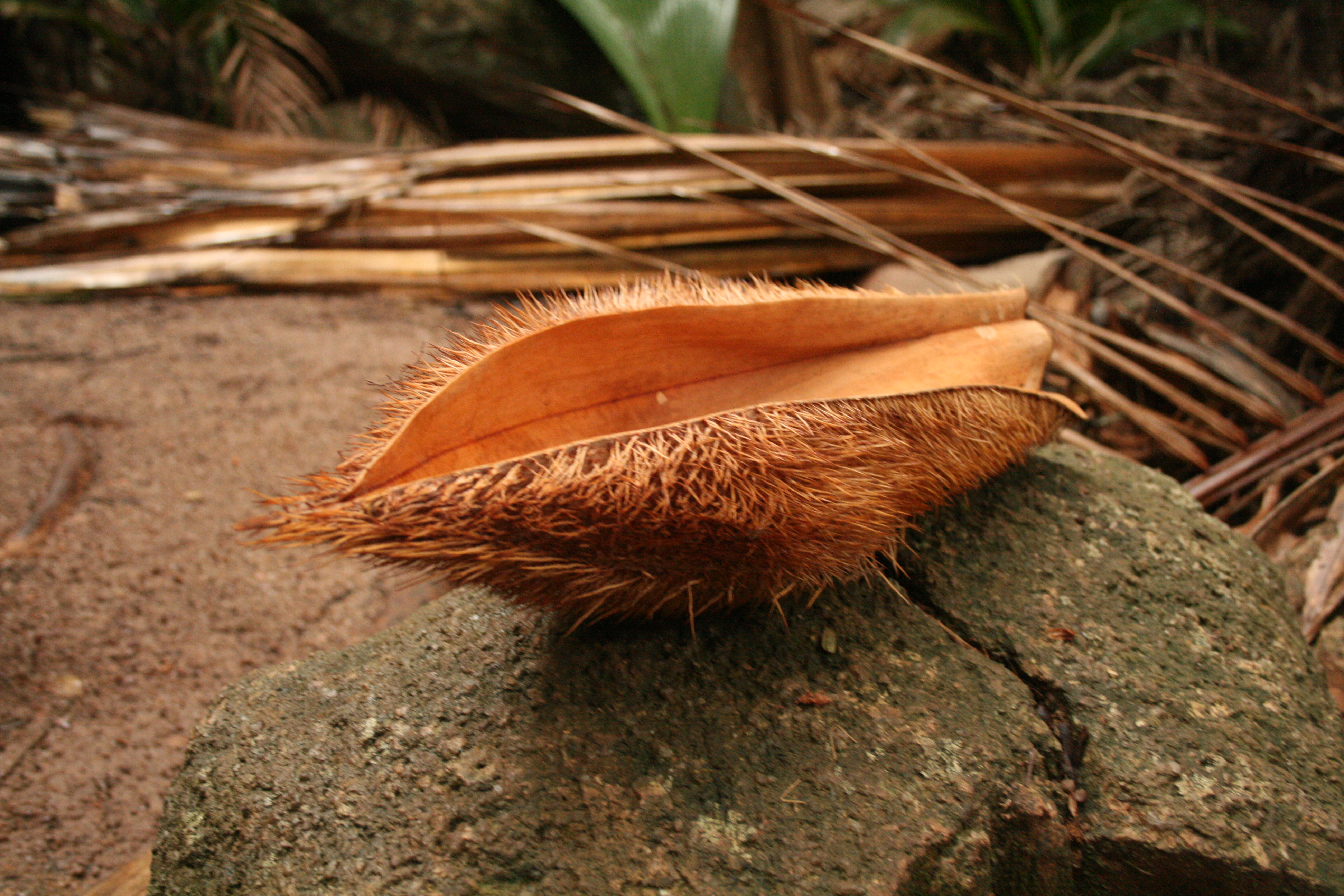